# ランダウの4の問題

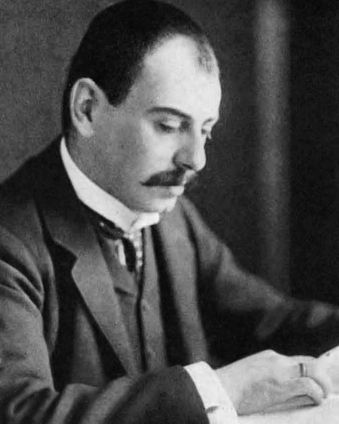
エトムント・ランダウ

ドイツ人数学者のエトムント・ランダウは、1912年の国際数学者会議にて、素数に関する以下4つの未解決問題を4つ列挙した。 これらはランダウの問題として知られている。
1. ゴールドバッハの予想: 全ての2以上の偶数は2つの素数の和で表すことができるか？
2. 双子素数の予想: 双子素数は無限に存在するか？
3. ルジャンドル予想: 全ての{\displaystyle n}に対し、{\displaystyle n^{2}}と{\displaystyle (n+1)^{2}}の間に素数が存在するか？
4. ブニャコフスキー予想: {\displaystyle n^{2}+1}の形の素数は無数に存在するか？

2025年現在、これらの予想は解決されていない。